# Sminthurides malmgreni
Sminthurides malmgreni is een springstaartensoort uit de familie van de Sminthurididae. De wetenschappelijke naam van de soort is voor het eerst geldig gepubliceerd in 1876 door Tullberg.